# پورگاتوریوس
پورگاتوریوس جد اعلای انسانها بود که از فاجعه برخورد ابرشهاب نجات یافت.
این فاجعه به بیش از ۶۵ میلیون سال پیش بازمی‌گردد که دایناسورها به همراه نیمی از گونه‌های زمین منقرض شدند. اولین بقایای آنها در سال ۱۹۶۵ در در تپه پورگاتوری مونتانا گزارش شد.
تصور می‌شود پورگاتوریوس به اندازه موش صحرایی (۱۵ سانتی‌متر وحدود ۳۷ گرم) بوده که سوراخ‌های کوچکی در زمین حفر می‌کرده و بسیار شبیه حشره‌خواران درختی امروزی بوده‌است. جوانترین بقایای پرگاتوریوس به حدود ۶۵٫۹۲۱ میلیون سال پیش یا بین ۱۰۵ هزار تا ۱۳۹ هزار سال پس از مرز کرتاسه–پالئوژن برمی گردد.
پورگاتوریوس از درخت‌ها بالا می‌رفت و حشره‌خوار و گیاهخوار و به ویژه گلخوار بود تا طی میلیون‌ها سال، به انواع هونیاکان چون میمون‌ها و کپی‌ها تکامل یافتند.